# Van Vleck (Mondkrater)
Van Vleck ist ein Einschlagkrater am östlichen Rand der Mondvorderseite, westlich des Mare Smythii, nordöstlich des großen Kraters Gilbert und unmittelbar südöstlich von Weierstrass. Der Kraterrand ist rund und wenig erodiert, entlang des inneren Randes gibt es konzentrische Rutschungen, der Kraterboden ist eben.
Der Krater wurde 1976 von der IAU nach dem US-amerikanischen Astronomen John Monroe Van Vleck offiziell benannt. Zuvor trug der Krater die Bezeichnung Gilbert M.